# Xiphoscelis lenxuba
Xiphoscelis lenxuba är en skalbaggsart som beskrevs av Perissinotto, Villet och Stobbia 2003. Xiphoscelis lenxuba ingår i släktet Xiphoscelis och familjen Cetoniidae. Inga underarter finns listade i Catalogue of Life.